# حسين العايش
حسين بن صالح بن محمد عايش بن أحمد العايش. هو رجل دين شيعي إثني عشري سعودي.

## مولده ونشأته
هو حسين بن صالح بن محمد عايش بن أحمد العايش البراك، والبراك فخذ من همدان ينحدرون من سلالة الحارث الأعور الهمداني. ولد في مدينة الهفوف في سنة 1381هـ (1961 م).
عَمَل حسين العايش لمدة في شركة أرامكو السعودية، واستقال منها عام 1398 هـ، ثُمَّ هاجر إلى مدينة قم الإيرانية عام 1399 هـ وأنهى فيها جميع دراساته الحوزوية من المقدمات والسطوح والبحث الخارج.(1) وقد امتاز بالنبوغ والعبقرية في إتقان الدروس وفهم المباني وحضور التحقيق والتدقيق – كما أوضح ذلك أساتذته – ووفق للحضور عند أشهر أساتذة البحث الخارج في قم مع ثناء العلماء عليه وإطرائهم له فقد حضر عند محمود الهاشمي الشهرودي الفقه، وأنهى دورة كاملة على يديه في الأصول، وقررها بأسلوب متميز، كما أنه قرر أبحاثه الفقهية في الإجارة والخمس ويبلغ ما كتبه في الأصول سبع مجلدات، وفي الفقه ستة مجلدات كبيرة، وقد أثنى على حضوره السيد الهاشمي الشهرودي ووصفه بأنه حضور تحقيق وتدقيق. كما حضر أبحاث الشيخ الوحيد الخراساني في الفقه والأصول وقد أوضح الشيخ الوحيد الخراساني المكانة العلمية الرفيعة لحسين العايش الأصولية والفقهية لدروس الوحيد الخراساني أكثر من ستة مجلدات كبيرة. كما أنه حضر أبحاث الحج للشيخ الفاضل آية الله الانكراني وأعجب به كثيراً بل أمره أن يفتح درساً للبحث الخارج ومن المعلوم أنه لا يصدر هذا الأمر إلاّ من بلغ رتبة الاجتهاد ونال الحظ الأوفر في التحقيق العلمي.

## طلابه
تخرج على يديه عندما كان يدرس في قم من أهل السعودية وسوريا والعراق ولبنان ودول الخليج وأفريقيا وساحل العاج وسيراليون وغينيا وأثيوبيا وأندونيسيا واليمن وغيرها من الدول وهم الآن من الشخصيات المعروفة الهامة، كما تخرج على يديه في غضون وجوده في الأحساء من عام 1415 هـ إلى عام 1426هـ العشرات من طلاب العلم وأصحاب الفضيلة وذوي القدرات في الكتابة والمنبر الحسيني وهم أئمة الجماعة في الأحساء وقراها. ومن أبرز تلامذته:
| - أحمد الياسين. - عبد الله حسين الياسين. - حبيب الحمد. - عيسى الحبارة. - حسين السعيد. - الشيخ محمد الدوخي. - ناجي الحليو. - علي بو عويس. - عبد العزيز القضيب. - محمد علي الحرز. - عبد الهادي اللويم. - حسن الثاني. |  | - حيدر السندي. - مصطفى الأحمد. - إدريس الحمد. - محمد سلمان التريكي. - عبد المعطي الحدب. - ناصر العمراني. - محمد الدليم. - جعفر المسيليم. - عبد الحميد الناصر. - إسماعيل الهفوفي. - مفيد الموسى. - ناصر الجويهر |

## مؤلفاته
| - تقريرات دورة في الأصول لآية الله السيد محمود الهاشمي. - مباحث في الإجارة والخمس لآية الله السيد محمود الهاشمي. - بحوث البيع لآية الله الشيخ الوحيد الخراساني. - دورة في مباحث الألفاظ لآية الله الشيخ الوحيد الخراساني. - شواهد أخلاقية (تحت الطبع). - تفسير سورة الحديد، الشمس، الليل (في الطريق للطبع). | - كتاب صفات الله عند المسلمين. - شرح الباب الحادي عشر للعقائد، مسح على برنامج. - شرح نهاية الحكمة في الفلسفة للسيد الطبطبائي. - شرح كفاية الأصول المجلد الثاني. - آفاق الكلمة. - دروس أخلاقية في شرح الذنوب الكبيرة والآثار المترتبة عليها، ويتم شرحها في المسجد للعموم. |

## نشاطه الديني والاجتماعي
لقد كان للعايش الأثر الطيب والزرع المبارك فمنذ أنّ حلّ في ربوع الأحساء وهو يؤم المصلين في المساجد المختلفة ويذكر الناس بالله وبالسيرة العطرة للرسول الأعظم ولأهل البيت ويفسر القرآن الكريم وقد بلغت أبحاثه في التفسير وسائر الموضوعات أكثر من مائتي شريط كاسيت وقد فرغ بعضها – كتفسير سورة الحديد فبلغ أكثر من ثلاثمائة صفحة – وثلاث مجلدات بعنوان الثقافة والفكر في الإسلام تناول فيها مواضيع متنوعة كما أنه يشارك بفعالية في المناسبات الدينية بكلمات يركز فيها على وحدة الأمة الإسلامية والأخذ بالوسطية ونبذ التفرقة والعنف ورفع المستوى الفكري للشباب مما أوجب له المحبة في قلوب الناس وقد رأينا الكثير من الشباب المؤمن ومن الشخصيات اللامعة في المجتمع الأحسائي ممن يعبَر قائلاً: (إنّ وجود العايش من النعم العظيمة على المنطقة بشكل عام وعلى الأحساء بشكل خاص).

### التدريس
يمارس العايش التدريس في الحوزة العلمية بالأحساء وهو أستاذ السطوح العليا للرسائل والمكاسب والكفاية، كما أنه الأستاذ الأبرز للأبحاث الفلسفية وقد أنهى ثلاث دورات في تدريس الفلسفة الإسلامية وقد سُجِّلت أبحاثه الفلسفية لشرح نهاية الحكمة وتبلغ ثلاث مجلدات كبيرة ووضعت مبرمجة على أقراص مدمجة (cd) ينوف القرص الواحد على مائتين وأربعين درساً كما أنّ أبحاثه في شرح المكاسب في الفقه والكفاية والرسائل في الأصول سجلت وبرمجت على قرص مدمج (cd) يحوي أكثر من عشرة مجلدات في الفقه والأصول وهي تحت الطبع بعد ترتيبهاوتحقيقها.

## هوامش
- 1 تُسَمَّى الدراسات الدينية عند الشيعة بالدراسات الحوزوية، وتُقَسَّم لأربعة مراحل وهي بالترتيب: المقدمات، السطوح الوسطى، السطوح العالية، البحث الخارج. (اقرأ: مناهج الحوزة العامة)

### الكتب
- معجم المؤلفات الشيعيَّة في الجزيرة العربيَّة. حبيب آل جميع، طبع بيروت - لبنان، 1417 هـ / 1997 م، منشورات دار الملاك للطباعة والنشر والتوزيع.

### إشارات مرجعية
1. ↑  الدولي، الوسط-المحرر. "تطبير عاشوراء بدعة قوقازية... طقوس تخالف أئمة أهل البيت وجهل العامة لا يصلح للحكم على المذهب". صحيفة الوسط البحرينية. مؤرشف من الأصل في 2025-03-24. اطلع عليه بتاريخ 2025-03-24.
2. ↑  سلمان الحجي، مقابلة مع الشيخ حسين العايش، بوابة حجي الحبيب السلطان للتراث والثقافة نسخة محفوظة 18 يونيو 2016 على موقع واي باك مشين.
3. ↑  شبكة أهل البيت للأخلاق الإسلامية نسخة محفوظة 17 أغسطس 2017 على موقع واي باك مشين. [وصلة مكسورة]
4. ↑  آل جميع، حبيب. معجم المؤلفات الشيعيَّة في الجزيرة العربيَّة. ص. 119.